# الحملة العثمانية على الدروز في 1585
كانت الحملة العثمانية على الدروز في 1585، وتسمى أيضاً الغزو العثماني للشوف في 1585، حملة عسكرية عثمانية بقيادة إبراهيم باشا على الدروز وغيرهم من زعماء جبل لبنان وملحقاته، التي كانت حينئذ جزءاً من سنجق صيدا-بيروت المُلحق بإيالة دمشق. لطالما اعتُبرت هذه الحملة تقليدياً كنتيجة مباشرة لإغارة قطاع الطرق في عكار على قافلة تحمل خراج مصر وفلسطين لإبراهيم باشا، والذي كان والي مصر المنتهية ولايته آنذاك، وفي طريقه إلى القسطنطينية. ومع ذلك، تشير الأبحاث الحديثة إلى أن قافلة الخراج وصلت سليمة وأن الحملة كانت بالأحرى أوج المحاولات العثمانية لإخضاع الدروز والمجموعات القبلية الأخرى في جبل لبنان والتي يعود تاريخها إلى 1518.
أُحرقت عشرات القرى الدرزية في قضاء الشوف في 1523-1524، وقُتل أو أسر المئات من الدروز على يد الوالي خُرَّم باشا، تلى ذلك فترة من السلام. عادت التوترات خلال ستينيات القرن السادس عشر عندما استحوذت السلالات المحلية الدرزية وغير الدرزية، وخاصة آل معن وبنو عساف والشهابيون، على كميات كبيرة من الأسلحة النارية المحظورة، والتي غالباً ما كانت أفضل من تلك التي تمتلكها القوات الحكومية. فشل العمل العسكري لولاة دمشق العثمانيون في سبعينيات القرن السادس عشر في نزع سلاح الزعماء والعامة أو تحصيل المتأخرات الضريبية، التي كانت تتراكم منذ ستينيات القرن السادس عشر.
انتُدب إبراهيم باشا «لمعالجة الوضع» في بلاد الشام في 1583، فأطلق هذه الحملة على دروز جبل لبنان في صيف 1585 كتحريف لأمر الباب العالي لقافلته المتجهة إلى القسطنطينية. وحشد لذلك حوالي 20.000 جندي، بما في ذلك الإنكشارية في مصر ودمشق، بالإضافة إلى زعماء القبائل المحليين، مثل الأمير البدوي منصور بن فريخ وخصوم آل معن من الدروز. قُتل المئات من المتمردين الدروز، وصادر إبراهيم باشا آلاف البنادق وجمع مبالغ طائلة من الأموال على شكل متأخرات ضريبية. كما مات قرقماز زعيم آل معن في مخبئه بعد رفضه الاستسلام، والذي كان أحد الأهداف الرئيسية للحملة.
قبض والي دمشق، علي باشا ابن علوان [الإنجليزية]، على زعماء آل عساف وآل حرفوش وآل بحتر وآل فروخ المحليين في العام التالي وأرسلهم إلى القسطنطينية. وقد أُعيدوا بعد ذلك إلى مناطقهم الأصلية وأُلزموا بتحصيل ضريبة الالتزام. شكلت الحملة وما أعقبها نقطة تحول في الحكم العثماني لبلاد الشام، حيث جرى تعيين زعماء القبائل المحليين غالباً منذ ذلك الحين فصاعداً كسنجق بكي (حكام مناطق). وكان أحد هؤلاء الحكام هو ابن قرقماز، فخر الدين الثاني، الذي أصبح أقوى قوة محلية في بلاد الشام منذ تعيينه في سنجق صيدا-بيروت وصفد في تسعينيات القرن السادس عشر و1602 على التوالي، لغاية نهايته في 1633.

## خلفية تاريخية

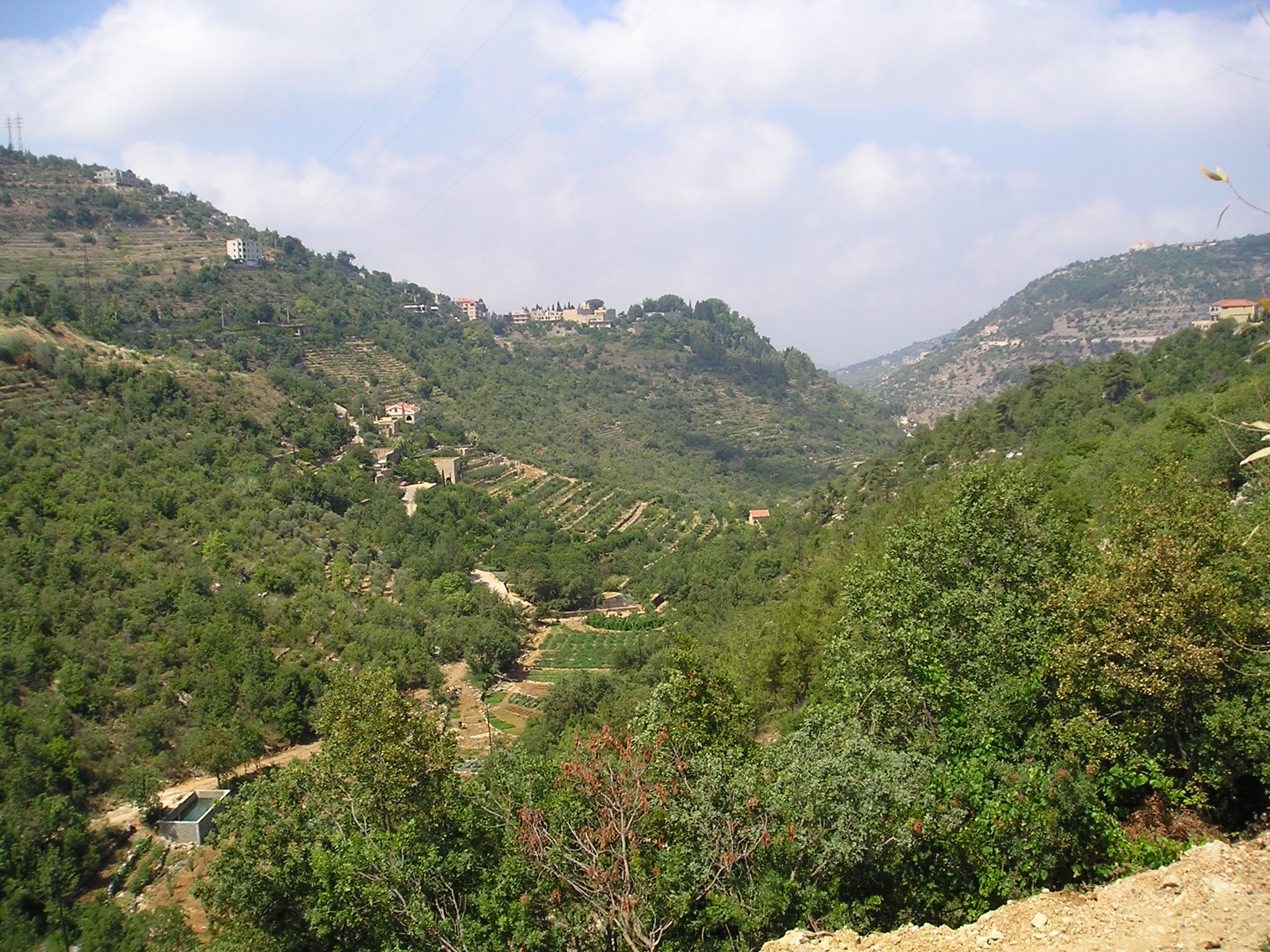
جبال الشوف

## التداعيات

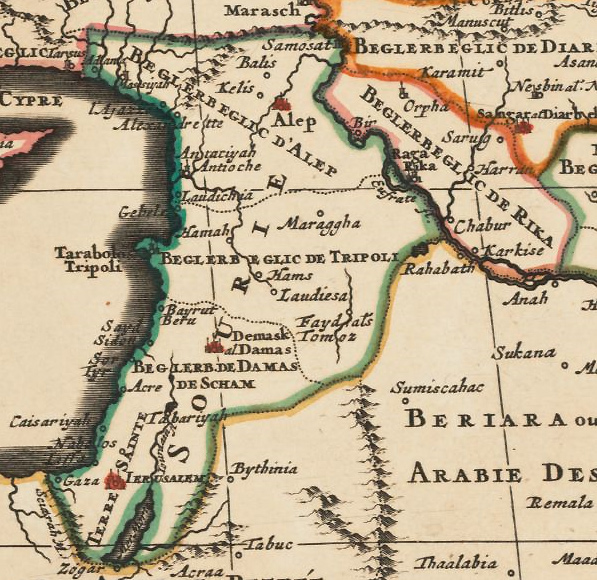
خريطة لسوريا العثمانية خلال القرن السابع عشر، تُظهر إيالات دمشق وطرابلس وحلب والرقة.